# Cyphiaceae
Cyphiaceae is een botanische naam, voor een familie van tweezaadlobbige planten. Een familie onder deze naam wordt zelden erkend door systemen voor plantentaxonomie, maar werd indertijd wel erkend door het systeem van De Candolle, waarin ze deel uitmaakte van de Calyciflorae.
Meestal worden de betreffende planten ingedeeld in de familie Campanulaceae.